# فولتا كاتالونيا 2000
فولتا كاتالونيا 2000 (بالإسبانية: Volta a Cataluña 2000)‏ هو سباق دراجات هوائية، وهو الموسم رقم 80 من السباق، وأقيم خلال الفترة 15 يونيو 2000، وحتى 22 يونيو 2000، وامتدّ لمسافة 983.8 كيلومتر، وهو أحد سباقات Hors catégorie ‏.
فاز فيه بالمركز الأول  خوسيه ماريا خيمينيز، وبالمركز الثاني  أوسكار سبييا ريبيرا، وبالمركز الثالث  ليوناردو بيبولي.

## الفائزون
| الترتيب | الفائز              |
| ------- | ------------------- |
| الفائز  | خوسيه ماريا خيمينيز |
| الثاني  | أوسكار سبييا ريبيرا |
| الثالث  | ليوناردو بيبولي     |